# Kleineglsee

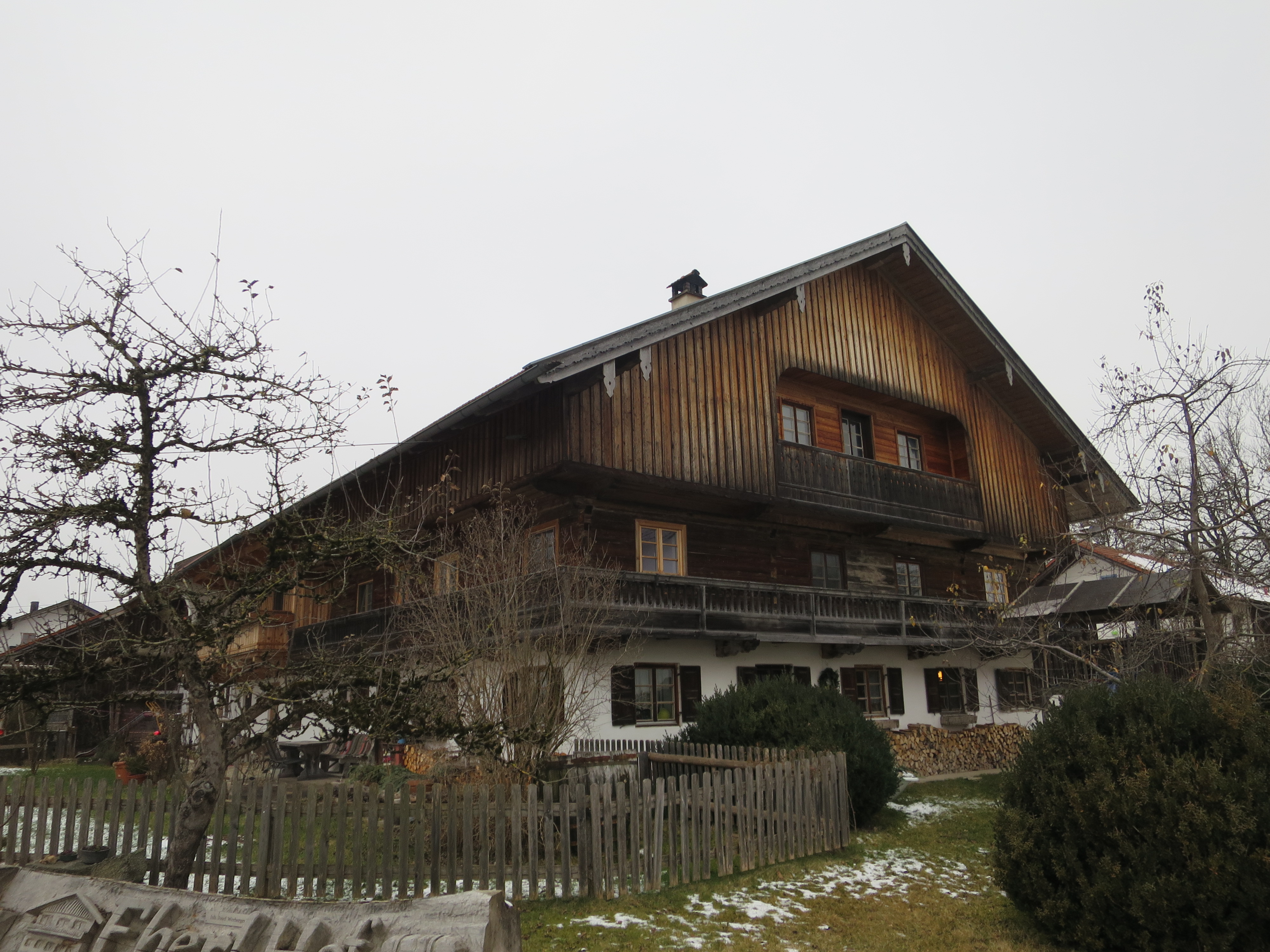
Denkmalgeschütztes Bauernhaus

Kleineglsee ist ein Ortsteil der Gemeinde Dietramszell im Landkreis Bad Tölz-Wolfratshausen (Oberbayern).

## Geografie
Der Weiler liegt in der Region Bayerisches Oberland in der voralpenländischen Moränenlandschaft knapp fünf Kilometer nordwestlich von Dietramszell auf 735 m über NN. Der Weiler liegt in der Gemarkung Föggenbeuern.

## Einwohner
1871 wohnten im Ort 18 Personen, bei der Volkszählung 1987 wurden 25 Einwohner registriert.

## Gebietsreform in Bayern
Der Weiler gehörte zu Föggenbeuern, das sich am 1. Januar 1972 mit Baiernrain, Dietramszell, Linden und Manhartshofen zusammenschloss. Als Namen für die neue Gemeinde bestimmte die Bürger-Mehrheit Dietramszell.

## Baudenkmäler
Unter Denkmalschutz steht das Bauernhaus Kleineglsee 1, ein Satteldachbau mit Blockbau-Obergeschoss, Kniestock, umlaufender Laube und teilverschalter Giebellaube, 18. Jahrhundert, Dachaufbau 19. Jahrhundert.
Siehe: Eintrag in der Denkmalliste.